# Попово (Артинський міський округ)
Попо́во (рос. Попово) — присілок у складі Артинського міського округу Свердловської області.
Населення — 56 осіб (2010, 59 у 2002).
Національний склад станом на 2002 рік: росіяни — 98 %.